# Олішкі (Монецький повіт)
Олішкі (пол. Oliszki) — село в Польщі, у гміні Моньки Монецького повіту Підляського воєводства.
Населення — 39 осіб (2011).
У 1975-1998 роках село належало до Білостоцького воєводства.

## Демографія
Демографічна структура станом на 31 березня 2011 року:
|          | Загалом | Допрацездатний вік | Працездатний вік | Постпрацездатний вік |
| -------- | ------- | ------------------ | ---------------- | -------------------- |
| Чоловіки | 22      | 6                  | 14               | 2                    |
| Жінки    | 17      | 3                  | 8                | 6                    |
| Разом    | 39      | 9                  | 22               | 8                    |